# Pteridophyllum racemosum
Pteridophyllum racemosum är en vallmoväxtart som beskrevs av Sieb. och Zucc.. Pteridophyllum racemosum ingår i släktet Pteridophyllum och familjen vallmoväxter. Inga underarter finns listade i Catalogue of Life.

## Bildgalleri

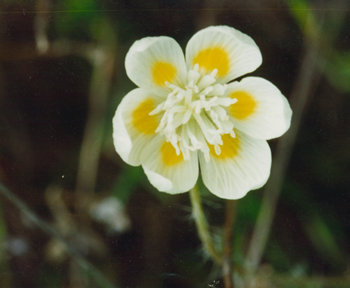
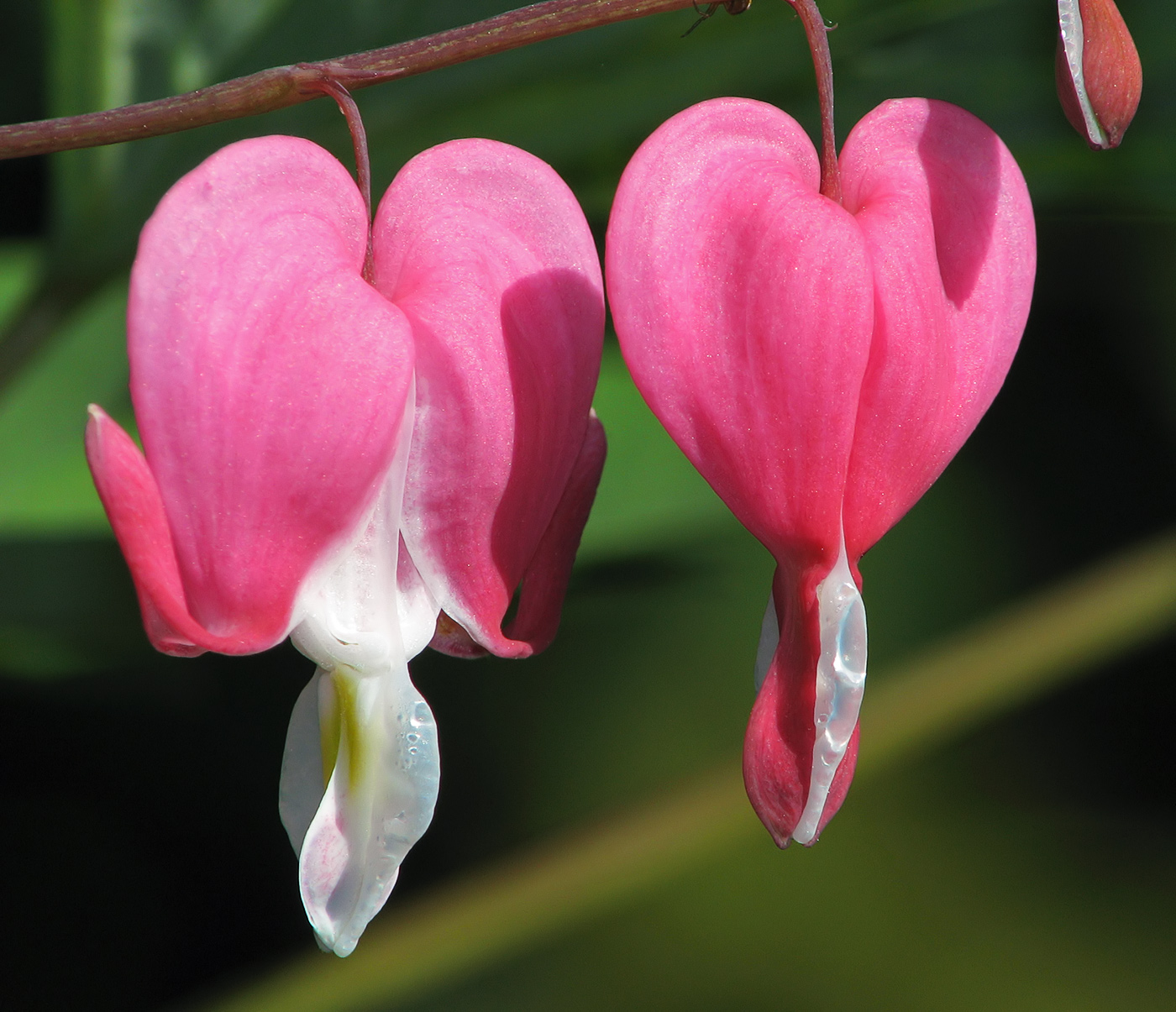
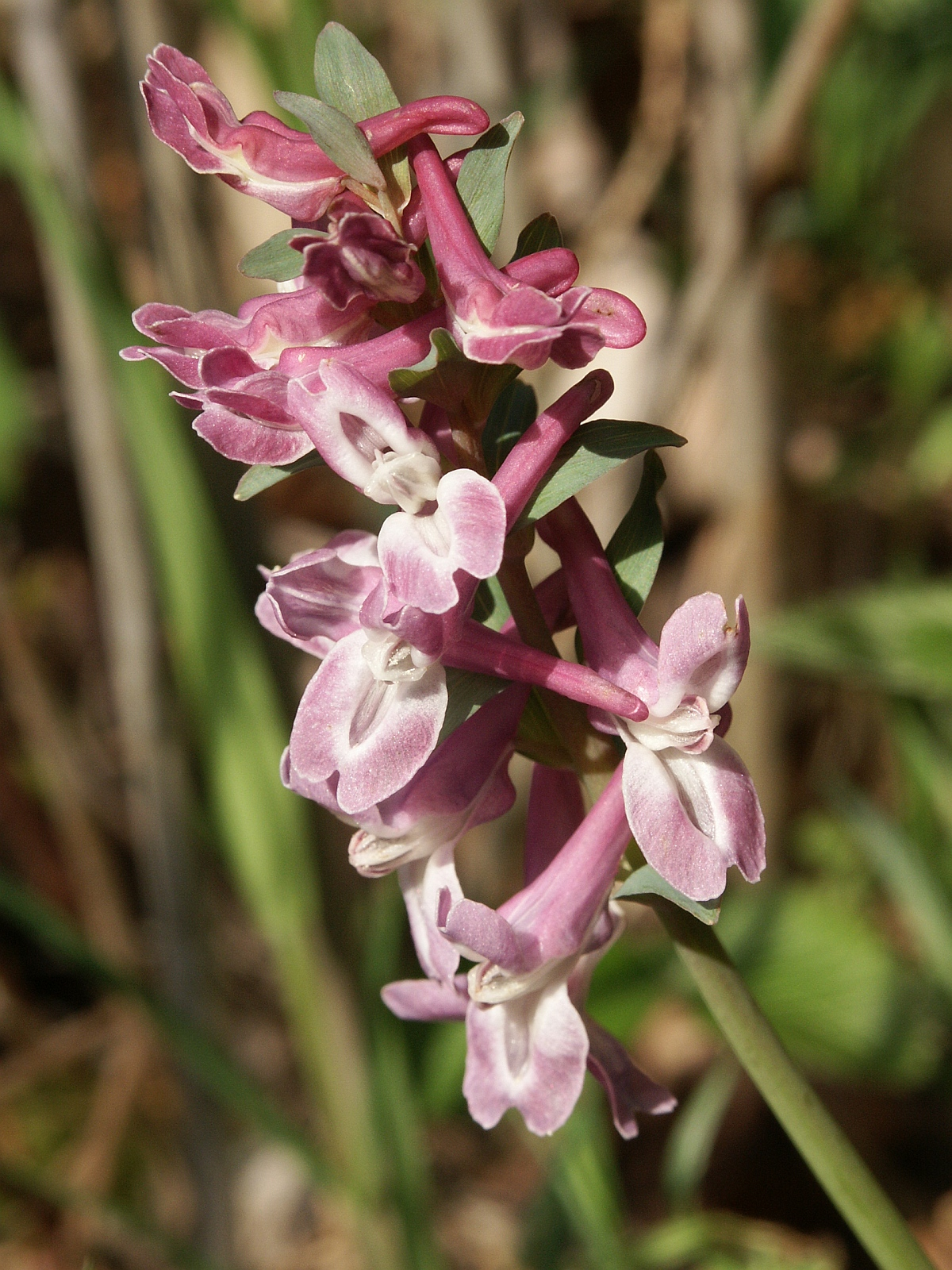
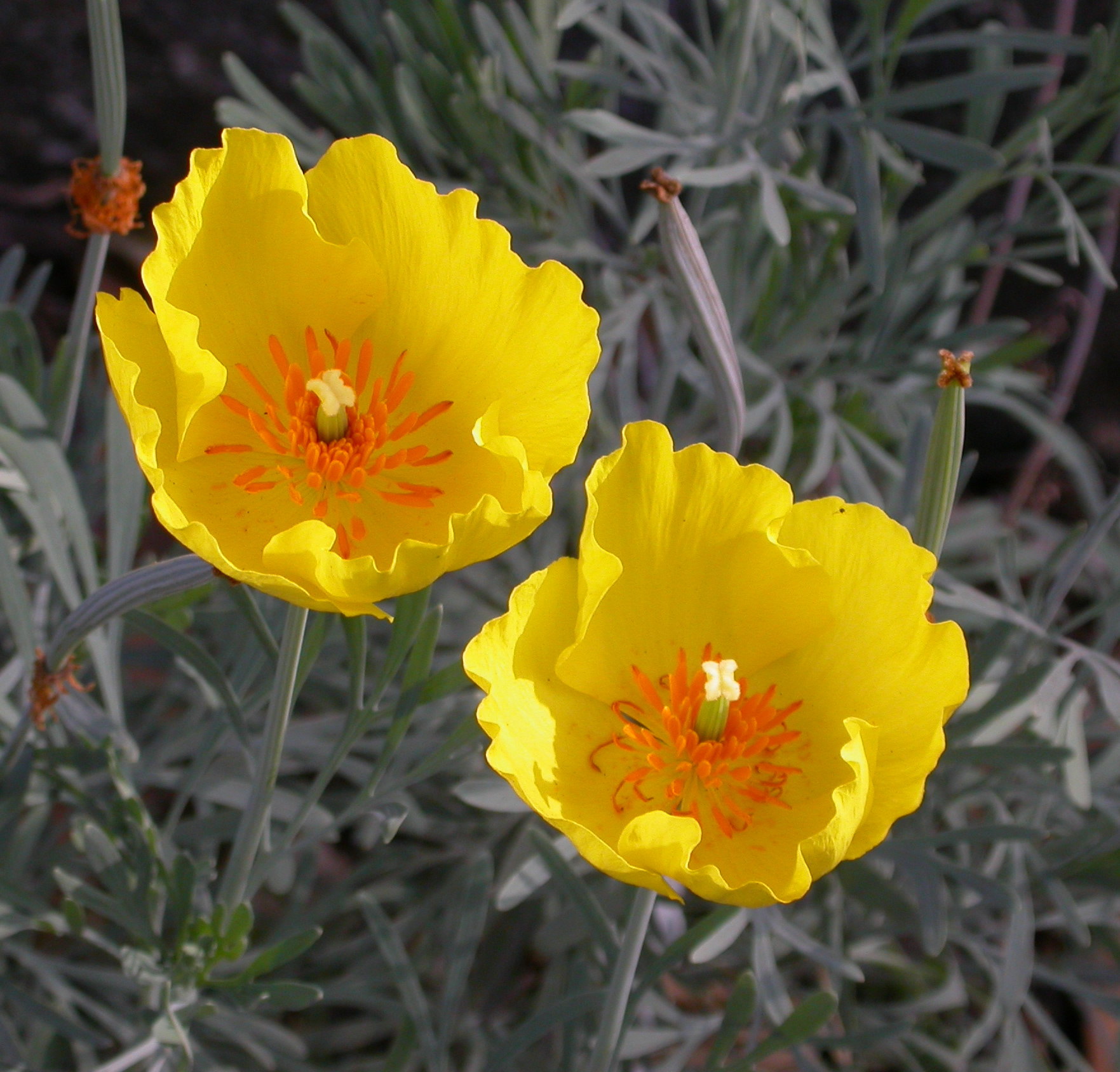
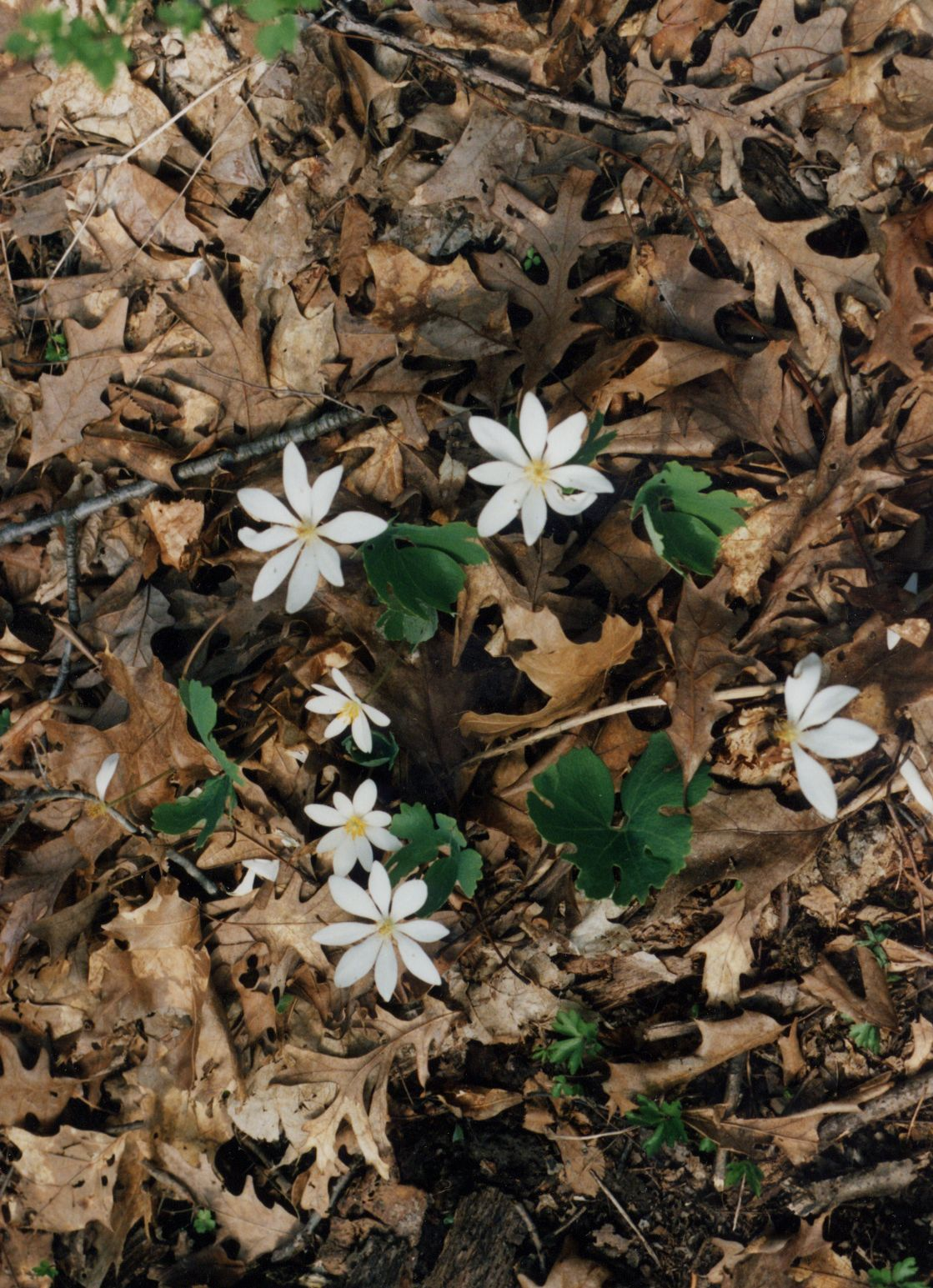
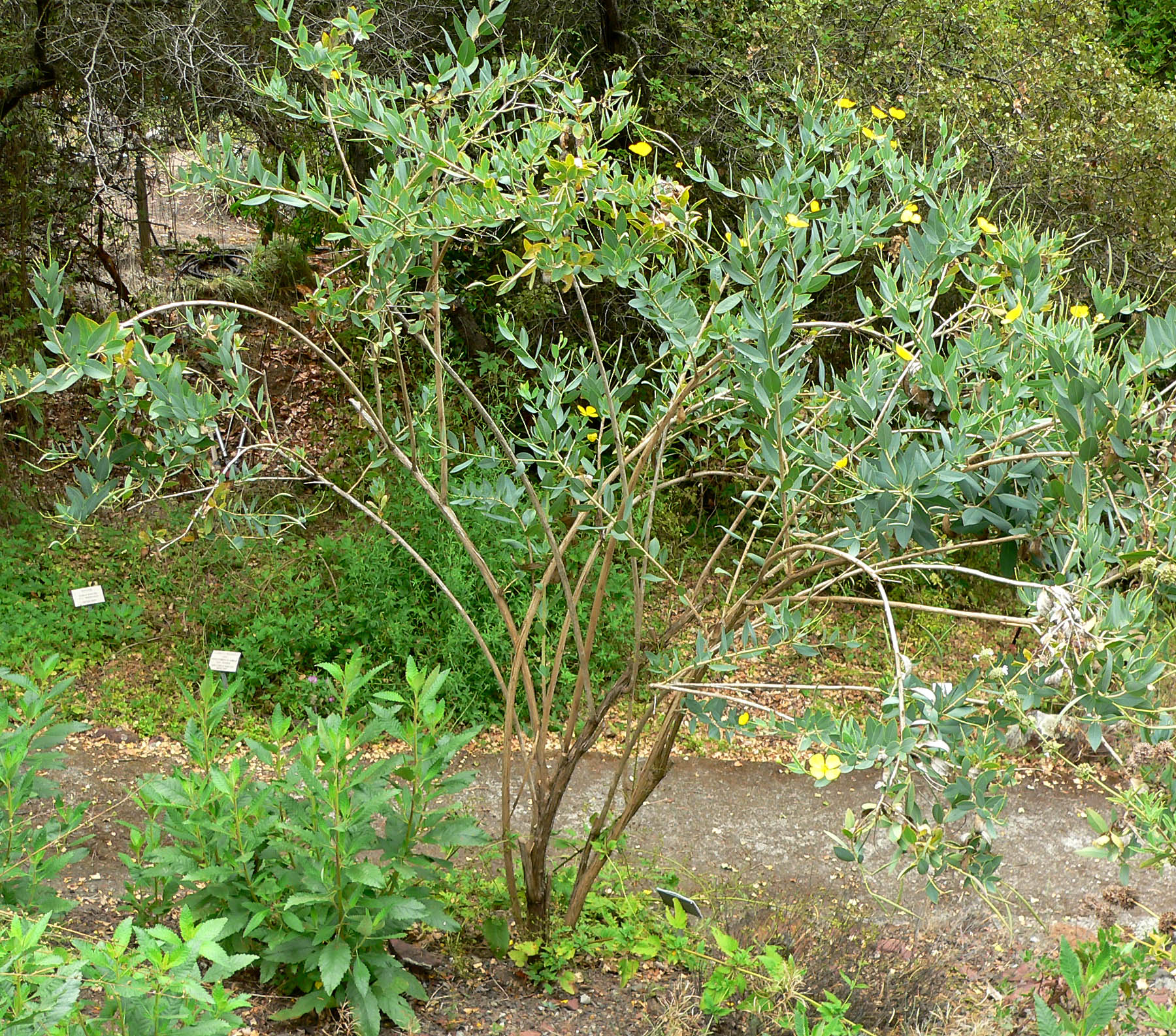